# الدوري الفنزويلي الممتاز 1986
الدوري الفنزويلي الممتاز 1986 هو الموسم 66 من الدوري الفنزويلي الممتاز. كان عدد الأندية المشاركة فيه 11، وفاز فيه ديبورتيفو تاشيرا.